# کاستریل
کاستریل (به اسپانیایی: Castril) یک منطقهٔ مسکونی در اسپانیا است که در استان گرانادا واقع شده‌است. کاستریل ۲۴۷ کیلومتر مربع مساحت دارد ۸۹۰ متر بالاتر از سطح دریا واقع شده‌است.

## خواهرخوانده
شهر مونته‌سودایو خواهرخواندهٔ کاستریل هست.